# Solidarisme
Solidarisme is de sociale leer die de sociale consequenties van het marxisme en kapitalisme afwijst, en zichzelf positioneert als middenweg tussen deze twee uitersten. In het Engels staat deze term vooral bekend als de Third Position (de Derde Weg). Het is doorgaans gestoeld op een religieuze, bepaaldelijk christelijke, maatschappijvisie.
In België werd deze stroming tot aan het begin van de Tweede Wereldoorlog vertegenwoordigd door Joris van Severen, leider van de nationaal-solidaristische beweging Verdinaso, die in 1940 in Abbeville gefusilleerd werd door Franse soldaten.
Het solidarisme is
- antikapitalistisch: de uitwassen van het kapitalisme, in het bijzonder, de sociale ongelijkheid als gevolg van economische uitbuiting en het individualisme, als gevolg van de concurrentie, wil het solidarisme bestrijden door een uitgebreid verenigingsleven te stimuleren.
- antimarxistisch: het wijst de klassenstrijd van Karl Marx af door klassenbelangen als oorzaak van sociale strijd te minimaliseren en altijd naar klassenverzoening te streven. Door iedere klasse als een onderdeel te beschouwen van een harmonische maatschappij, zoals elk orgaan deel uitmaakt van een biologisch lichaam, streeft het solidarisme naar een samenleving die zo veel mogelijk conflicten uit de weg gaat.

## Verschijningsvormen
- De maatschappijvisie van de christelijke arbeidersbeweging, in het bijzonder die van priester Adolf Daens aan het einde van de 19e eeuw in Aalst en de KAJ van kardinaal Jozef Cardijn. De katholieke sociale leer vindt zijn theoretische basis in de pauselijke encyclieken Rerum Novarum van paus Leo XIII en Quadragesimo Anno van Paus Pius XI. Veel vroegere schriftelijke kiemen van deze leer zijn te vinden in de thomistische wijsbegeerte en de Heilige Schrift zelf.[2]
- De extreemrechtse beweging Nieuw-Solidaristisch Alternatief (N-SA) volgt de solidaristische ideologie. Conflicten worden ontkend of de extreemrechtse variant van het solidarisme beweert die te kunnen oplossen door immigranten het “positief voorstel” van vrijwillige economische remigratie te doen.[4]
- Een puur economisch equivalent van solidarisme is het corporatisme.
- Het universalisme van Othmar Spann.[5]
- De Nationalistische Studentenvereniging heeft een solidaristische sociaal-economische visie.
- In Brazilië bestaat een vorm van solidarisme met de naam trabalhismo (afgeleid van trabalho, het Portugese woord voor "arbeid") die het midden houdt tussen rechtse en linkse politiek en meestal wordt geassocieerd met centrumlinks en politiek katholicisme. Het gaat uit van een markteconomie waarin vrijheid en solidariteit de kernwaarden zijn. Een deel van de winst van een bedrijf moet worden gedeeld of geïnvesteerd in de werknemers. Ook dienen werknemers betrokken te worden bij de bedrijfsvoering.
- Het paternalistisch conservatisme omarmt het economisch solidarisme en stelt dat werkgevers zich moeten ontfermen over de aan hen toevertrouwde werknemers (noblesse oblige). Zij vormen als het ware een soort familie (waarin iedereen een plek heeft; men denkt dus wel hiërarchisch) en uitbuiting door de werkgever (de "vader") van de werknemer (het "kind") is uit den boze.
- Het liberaal-corporatisme hangt ook een vorm van economisch solidarisme aan: werkgevers gaan uit van een rationele manier van bedrijfsvoering waarbij de werknemers goed worden behandeld, een goed loon verdienen en vertegenwoordigd zijn in een medezeggenschapsraad. Maar een bedrijf heeft ook een maatschappelijke en sociale functie: de werkgever zorgt voor aangename huisvesting van zijn werknemers, sponsort sportverenigingen bouwt buurthuizen etc. en beschouwt zijn werknemers als zijn gelijken. In feite is de werkgever naast een rationeel en verlicht mens, tevens een sociaal betrokken persoon die streeft naar een zo groot mogelijke harmonie binnen zijn bedrijf. Het liberaal-corporatisme wijkt van het klassieke corporatisme af omdat men afziet van overheidsdwang om de idealen te realiseren: de werkgever is doordrongen van de rationele gedachtegang van het liberaal-corporatisme en besluit op vrijwillige basis tot invoering van dit model. (Zie: John Cadbury, Anton Philips)